# 폴 커버델
폴 더글러스 코버델(Paul Douglas Coverdell, 1939년 1월 20일 ~ 2000년 7월 18일)는 미국의 정치인이다.

## 학력
- 미주리 대학교
- 조지아 주립 대학교

## 경력
- 1971.01 ~ 1973.01 제131대 조지아 제56선거구 상원의원
- 1973.01 ~ 1989.05 제132·133·134·135·136·137·138·139·140대 조지아 제40선거구 상원의원
- 1989.05 ~ 1991.09 제11대 미국 평화 봉사단장
- 1993.01 ~ 2000.07 제103·104·105·106대 미국 조지아 연방상원의원

## 역대 선거 결과
| 선거명      | 직책명                   | 대수  | 정당   | 1차 득표율 | 1차 득표수  | 2차 득표율 | 2차 득표수 | 결과 | 당락                   |
| ----------- | ------------------------ | ----- | ------ | ---------- | ----------- | ---------- | ---------- | ---- | ---------------------- |
| 1970년 선거 | 하원의원 (조지아 제56부) | 131대 | 공화당 | 51.37%     | 7,057표     |            |            | 1위  | 조지아 주의원 당선     |
| 1972년 선거 | 하원의원 (조지아 제40부) | 132대 | 공화당 | 82.13%     | 28,254표    |            |            | 1위  | 조지아 주의원 당선     |
| 1974년 선거 | 하원의원 (조지아 제40부) | 133대 | 공화당 | 99.97%     | 18,858표    |            |            | 1위  | 조지아 주의원 당선     |
| 1976년 선거 | 하원의원 (조지아 제40부) | 134대 | 공화당 | 71.70%     | 27,350표    |            |            | 1위  | 조지아 주의원 당선     |
| 1978년 선거 | 하원의원 (조지아 제40부) | 135대 | 공화당 | 단독후     | 무투표      |            |            | 1위  | 조지아 주의원 당선     |
| 1980년 선거 | 하원의원 (조지아 제40부) | 136대 | 공화당 | 100.00%    | 27,456표    |            |            | 1위  | 조지아 주의원 당선     |
| 1982년 선거 | 하원의원 (조지아 제40부) | 137대 | 공화당 | 72.58%     | 26,770표    |            |            | 1위  | 조지아 주의원 당선     |
| 1984년 선거 | 하원의원 (조지아 제40부) | 138대 | 공화당 | 100.00%    | 42,043표    |            |            | 1위  | 조지아 주의원 당선     |
| 1986년 선거 | 하원의원 (조지아 제40부) | 139대 | 공화당 | 100.00%    | 27,773표    |            |            | 1위  | 조지아 주의원 당선     |
| 1988년 선거 | 하원의원 (조지아 제40부) | 140대 | 공화당 | 73.01%     | 40,169표    |            |            | 1위  | 조지아 주의원 당선     |
| 1992년 선거 | 상원의원 (조지아 제3부)  | 103대 | 공화당 | 47.67%     | 1,073,282표 | 50.65%     | 635,118표  | 1위  | 조지아주 상원의원 당선 |
| 1998년 선거 | 상원의원 (조지아 제3부)  | 106대 | 공화당 | 52.37%     | 918,540표   |            |            | 1위  | 조지아주 상원의원 당선 |